# King George V (DLR)
King George V is een station van de Londense Docklands Light Railway.

## Geschiedenis
In 2005 konden de treinen van de Docklands Light Railway na het vertrek uit Canning Town alleen in zuidelijke richting naar Royal Victoria. In hetzelfde jaar ontstond er een nieuw traject vanaf Canning Town richting Woolwich. De treinen zouden via West Silvertown, Pontoon Dock, London City Airport terechtkomen op het eindstation King George V.

## Het station vandaag de dag
Het station is een van de weinige Docklands Light Railway stations die zich op straatniveau bevinden. Het heeft een directe verbinding met de Woolwich Ferry en het busstation van North Woolwich. Het was op een loopafstand van het Noorth Woolwich station van de Silverlink. Dat station is nu gesloten.
Sinds 2009 is King George V niet meer het eindpunt van de lijn. De lijn werd verlengd met een tunnel onder de Theems naar Woolwich Arsenal.

## Dienstregeling

### Richting Londen

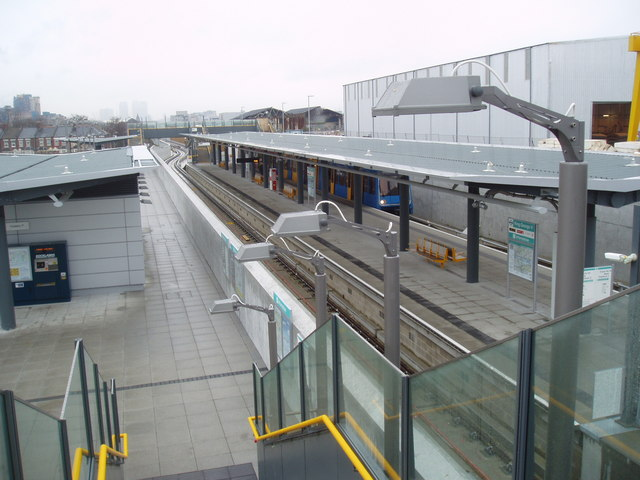
De perrons van het Docklands Light Railway station

Elke tien minuten rijdt er een trein in de richting van Bank in de City. Daarnaast rijdt er ook elke 10 min een DLR naar Stratford International langs de nieuwe lijn die werd aangelegd naar aanleiding van de Olympische spelen van 2012 De reistijd naar Canning Town met eventuele overstap op de Jubilee Line bedraagt 9 minuten. 14 minuten reistijd geldt voor Poplar met eventuele overstap op de Docklands Light Railway richting Lewisham en Stratford. Een reis naar Bank in het centrum van Londen kost 24 minuten.